# 루이 오스탱
루이 오스탱(프랑스어: Louis Hostin, 1908년 4월 21일 ~ 1998년 6월 29일)은 프랑스의 역도 선수였다.
생 에티엔에서 태어난 오스탱은 1928년, 1932년과 1936년 하계 올림픽에 나가 2개의 금메달과 1개의 은메달을 획득하였다.
그는 또한 1930년과 1935년에 2개의 유럽 타이틀을 우승하기도 하였으며, 1937년과 1938년 세계 선수권 대회에서 2개의 메달을 획득하였다.
1927년과 1939년 사이에 오스탱은 13개의 국내 타이틀을 우승하고, 10개의 공식적 세계 기록을 세웠다.
1994년 국제 역도 연맹 명예의 전당으로 헌액되었다.